# Бамангвато
Бамангвато — бантуанское племя, относящееся к народу тсвана, составляющему основную часть населения Ботсваны. Центром ареала бамангвато в Ботсване является город Серове. Во главе племени стоит наследственный правитель с титулом kgôsi (король или верховный вождь) (нынешний kgôsi Ян а Серетсе в 2008–2018 годах занимал пост Президента Ботсваны).

## Ранняя история
В начале XIX века бамангвато обитали в районе к юго-востоку от озера Нгами. В 30-х — 40-х годах XIX века в результате династической распри часть племени под именем батавана мигрировали в район к востоку от Нгами под предводительством Мореми, где основали поселение Лечулатебе (названо в честь их вождя Лечулатебе «Властителя озера», сына Мореми). Другая часть бамангвато во главе с kgôsi Кхамой II осталась на старом месте. Его наследник Секгома I (1835—1857) успешно отразил вторжения макололо и матабеле, надолго установив мирное существование племени. При нём столица бамангвато Шошонг стала самым многолюдным торговым центром к югу от Замбези. Этот правитель был противником распространения христианства среди его племени. Секгома I известен, в частности, тем, что враждебно воспринял экспедицию в его земли известного миссионера и исследователя Африки Дэвида Ливингстона и всячески ему противодействовал (о чём писал сам Ливингстон). Сыновья Секгомы I, Кхама III и Кхамане, приняв христианство, вступили в противоборство с отцом, что вызвало долгую междоусобицу, закончившуюся в 1875 году воцарением Кхамы III. Новый kgôsi водворил наконец в народе порядок и безопасность, а также запретил продажу спиртного. Вскоре население столицы, порядком сократившееся из-за междоусобиц, лихорадки и непомерного пьянства, увеличилось втрое.

## Под британским протекторатом
Король (kgôsi) бамангвато Кхама III (1875—1923) владел территорией фактически всей современной Ботсваны. Кхама был союзником британцев, которые в то время враждовали с бурскими республиками (Трансвааль и Оранжевое Свободное государство) и королевствами племён шона и ндебеле. В 1885 году Кхама III вместе с вождями других племён тсвана обратились к Великобритании с просьбой о защите и 31 марта 1885 был установлен британский протекторат над землям тсвана, получившими название Бечуаналенд. Англичане полностью подчинили колониальной администрации управление племенами Бечуаналенда, в том числе и племенем бамангвато, они утверждали в должности племенных вождей (королей) и могли в любой момент отстранить их от власти и даже выслать из племени. В 1933 г. колониальная администрация отстранила от власти и выслала из страны вождя—регента Чекеди Кхаму за то, что он приказал выпороть розгами одного европейца, уличённого в изнасиловании местных девушек. Однако в том же году его восстановили в полномочиях после публичного извинения перед английскими властями и обещания не поступать таким образом впредь. В 1949 году kgôsi Серетсе Кхама вернулся из Оксфорда, чтобы приступить к управлению племенем. Однако колониальные власти отказались признать его королём и даже запретили ему проживать в резервате Бамангвато по причине того, что Серетсе был женат на англичанке (Рут Уильямс). Этот факт нарушал запрет на совершение смешанных браков между европейцами и местным населением, являвшийся одной из основ политики расовой дискриминации. Племя вынесло решение признать Серетсе королём, а женщины бамангвато устроили церемонию приветствия своей белой королевы. Однако английские власти были непреклонны. Королём был назначен Кеабока Кхамане, а Серетсе Кхама отказался от своих претензий на титул кgôsikgolo только в 1956 году, когда стал баллотироваться в местный совет Бечуаналенда.

## Правители племени (тсванаKgôsikgolo)
- ?—1780 гг. kgôsi Мокгади
- 1780—1795 гг. kgôsi Матхиба а Молета (1755—1820)
- 1795—1817 гг. kgôsi Кхама I а Матхиба (1770—1817)
- 1817—1828 гг. kgôsi Кгари а Кхама Пебане (1790—1828)
- 1828—1833 гг. и. о. kgôsi Седимо а Молосива
- 1833—1835 гг. kgôsi Кхама II а Кгари
- 1835—1857 гг. kgôsi Секгома I а Кгари Ммапхири (1815—1883)
- 1857—1859 гг. kgôsi Маченг а Кгари (1830—1873)
- 1859—1866 гг. kgôsi Секгома I а Кгари Ммапхири (1815—1883)
- 1866—1872 гг. kgôsi Маченг а Кгари (1830—1873)
- 1872—1873 гг. kgôsi Кхама III Бойканьо а Секгома Добрый (1837—21.II.1923)
- 1873—1875 гг. kgôsi Секгома I а Кгари Ммапхири (1815—1883)
- 1875—1923 гг. kgôsi Кхама III Бойканьо а Секгома Добрый (1837—21.II.1923)
- 1923—1925 гг. kgôsi Секгома II а Кхама Лерараетса (1869—17.XI.1925)
- 1925—19.1.1926 гг. глава регентского совета Гореванг а Кхамане
- 19.1.1926—14.9.1933 гг. вождь-регент Чекеди Кхама а Кхама (17.IX.1905—10.VI.1959)
- 9.1933—4.10.1933 гг. и. о. вождя-регента Серогола а Гагоитсеге
- 4.10.1933—23.7.1949 гг. вождь-регент Чекеди Кхама а Кхама (17.IX.1905—10.VI.1959)
- 1925(факт. 23.7.1949)—26.9.1956(факт. 8.3.1950) гг. kgôsi сэр Серетсе Кхама а Секгома (1.VII.1921—13.VII.1980)
- 13.3.1950—26.5.1952 гг. kgôsi Кеабока Кхамане
- 13.5.1953—5.1964 гг. kgôsi Джордж Расеболаи Кхамане а Гореванг (1907—1973)
- 5.1964—1974 гг. kgôsi Леапитсве а Чекеди (1939—1987)
- 1974—1979 гг. kgôsi Мокгача Мокгади
- 5.5.1979—наст. время король (kgôsi) Ян а Серетсе